# ملعب ليفي مواناواسا
ملعب ليفي مواناواسا هو ملعب متعدد الاستخدام في ندولا، زامبيا. غالباً ما يستخدم لمباريات كرة القدم. تتسع مدرجات الملعب لجلوس 40,000 شخص. في 2010 أعلنت الحكومة الصينية بأنها ستتكفل ببنائه ليفتتح بعد عام واحد فقط.